# Henri Serre
Henri Serre (Sète, 26 febbraio 1931 – Saint-Jean-du-Bruel, 9 ottobre 2023) è stato un attore francese.
Pur avendo lavorato molto come attore teatrale, è noto soprattutto per avere interpretato il ruolo di Jim nel film Jules e Jim di François Truffaut.

## Biografia
Negli anni '50, Henri Serre forma insieme al suo amico Jean-Pierre Suc (1927-1960) un duo di cantanti che si esibisce nei cabaret parigini della Riva Sinistra sotto il nome di Suc e Serre.
Principalmente attore teatrale, inizia la sua carriera nel cinema come comparsa nel film Femmes de Paris di Jean Boyer nel 1953; in seguito lavora con grandi attrici come Jeanne Moreau e Romy Schneider. Il film che lo fa notare è Jules et Jim di François Truffaut, uscito nel 1962.
Padre di Martin Serre, che interpreta il bambino nel cortometraggio Le Poulet di Claude Berri nel 1965, recita con lui in una serie televisiva intitolata Mon fils, trasmessa negli anni '70, che racconta la storia di un padre disposto a tutto per suo figlio, in una vita che glielo strappa.
L'ultima sua apparizione risale al 1995, quando, per la televisione, partecipa a due episodi della serie Belle Époque, basata su un'idea di François Truffaut e con Jeanne Moreau come narratrice.
Muore all'età di 92 anni il 9 ottobre 2023 nella sua abitazione a Saint-Jean-du-Bruel (Aveyron). I funerali si svolgono nella chiesa comunale il 12 ottobre, prima dell'inumazione al cimitero.

## Filmografia parziale

### Cinema
- Jules e Jim (Jules et Jim), regia di François Truffaut (1962)
- Gli amanti dell'isola (Le Combat dans l'île), regia di Alain Cavalier (1962)
- Il processo di Verona, regia di Carlo Lizzani (1962)
- L'amore a vent'anni (L'Amour à vingt ans), episodio Antoine e Colette (Antoine et Colette), regia di François Truffaut (1962)
- Fuoco fatuo (Le Feu follet), regia di Louis Malle (1963)
- Hong Kong un addio, regia di Gian Luigi Polidoro (1963)
- OSS 117 a Tokyo si muore (Atout coeur à Tokyo pour O.S.S. 117), regia di Michel Boisrond (1966)
- Fantomas contro Scotland Yard (Fantômas contre Scotland Yard), regia di André Hunebelle (1967)
- La mano (La Main), regia di Henri Glaeser (1969)
- Il romanzo di un ladro di cavalli (Romansa konjokradice), regia di Abraham Polonsky (1971)
- L'affare della Sezione Speciale (Section spéciale), regia di Costa Gavras (1975)
- L'allegro marciapiede dei delitti (Rue du Pied de Grue), regia di Jean-Jacques Grand-Jouan (1979)
- Le Soulier de satin, regia di Manoel de Oliveira (1985)
- La rivoluzione francese (La Révolution française), regia di Robert Enrico e Richard T. Heffron (1989)

### Doppiaggio
- Matisse ou Le talent de bonheur, regia di Marcel Ophüls (1960) - Cortometraggio